# عصام بريدي
عصام بريدي(9 مارس 1980 - 12 أبريل 2015 ) ممثل ومغني لبناني راحل.

## حياته ومشواره المهني
ولد في بلدة فيطرون شمال بيروت  عام 1980 وهو الشقيق الأصغر للإعلامي وسام بريدي. درس التمثيل في معهد الفنون الجميلة في الجامعة اللبنانية، عمل في مجال المسرح والسينما والتلفزيون. بالإضافة إلى ذلك درس الموسيقى والغناء الشرقي في المعهد العالي للموسيقى، وتخرّج من برنامج المواهب الشهير استوديو الفن عام 2001 عن فئة الأغنية الطربية العربية. شارك في العديد من الأعمال الفنية ولمع اسمه في برنامج «آدم وحواء» مع باتريسيا نمور عام 2006 واستمر قرابة أربعة مواسم.

## وفاته
توفي عن عمر ناهز 35 عام في حادث سير مروّع في 12 أبريل (نيسان) 2015، حيث اصطدمت سيارته بالفاصل الوسطي وانقلبت على جسر الدورة في بيروت.

## أعماله

### في التمثيل
- قصة سلمى (2005)
- عصر الحريم (2008)
- بين بيروت ودبي (2008)
- عيون الأمل (2009)
- أجيال (2010)
- مطلوب رجال (2011)
- الشحرورة (2011)
- الغالبون (2012)
- آدم و حوا (2006)-(2013)[7]
- لعبة الموت (2013)
- غزل البنات (2014)
- لو (2014)
- علاقات خاصة (2015)
- بنت الشهبندر (2015)

### في الغناء
- حب جنون عام 2009 من كلمات نزار فرنسيس وألحان سمير صفير توزيع بودي نعوم، إخراج باسم مغنيه شاركه أخوه وسام في الفيديو كليب

## روابط خارجية
- عصام بريدي على موقع قاعدة بيانات الأفلام العربية